# Rezerwat przyrody Liwocz
Rezerwat przyrody Liwocz – rezerwat przyrody znajdujący się na gruntach miejscowości Lipnica Dolna (gmina Brzyska) i Lipnica Górna (gmina Skołyszyn), w powiecie jasielskim, w województwie podkarpackim. Leży na terenie Nadleśnictwa Kołaczyce. Jest to rezerwat częściowy.
- numer według rejestru wojewódzkiego – 89
- dokument powołujący – Dz. Urz. Woj. Podkarpackiego 04.42.443
- powierzchnia – 84,36 ha[1] (akt powołujący podawał 84,23 ha)
- rodzaj rezerwatu – leśny[1][2]

- typ rezerwatu – fitocenotyczny

- podtyp rezerwatu – zbiorowisk leśnych

- typ ekosystemu – leśny i borowy

- podtyp ekosystemu –  lasów górskich i podgórskich

- lokalizacja – południowe stoki góry Liwocz (562 m n.p.m.)[3]
- przedmiot ochrony (według aktu powołującego) – zbiorowiska roślinne typowe dla wyższych partii Pogórza Ciężkowickiego oraz stanowiska roślin i zwierząt chronionych[1][2].

Zbiorowiska leśne rezerwatu reprezentuje przede wszystkim żyzna buczyna karpacka, występująca tu w formie reglowej jak i podgórskiej.
W runie rezerwatu rosną m.in. paprotnik kolczysty, goryczka trojeściowa, wroniec widlasty, śnieżyczka przebiśnieg, sałatnica leśna, orlik pospolity, miesiącznica trwała, kilku gatunków z rodziny storczykowatych i wiele innych. Występuje tu też rzadki krzew – kłokoczka południowa.
Faunę reprezentują m.in.: puszczyk uralski, puszczyk zwyczajny, krogulec, grubodziób, dzięcioł białogrzbiety, salamandra plamista, paź żeglarz, żmija zygzakowata, jaszczurka żyworodna, jaszczurka zwinka, ryjówka aksamitna.
Rezerwat leży na terenie obszaru siedliskowego sieci Natura 2000 „Liwocz” PLH180046.